# Limotettix atricapilla
Limotettix atricapilla är en insektsart som beskrevs av Karl Henrik Boheman 1845. Limotettix atricapilla ingår i släktet Limotettix och familjen dvärgstritar. Inga underarter finns listade i Catalogue of Life.